# Tylosaurus
Tylosaurus è un genere di rettili marini estinti, appartenente alla famiglia dei Mosasauridae. Visse nel Cretaceo superiore (Coniaciano - Campaniano, circa 92 - 80 milioni di anni fa). I suoi resti sono stati ritrovati principalmente in Nordamerica, ma anche in Europa, e Africa. È uno dei mosasauri più conosciuti e più grandi.

## Descrizione
Questo rettile possedeva l'aspetto tipico dei mosasauri: corpo allungato, coda lunga e compressa lateralmente (e probabilmente dotata di una sorta di pinna) e zampe trasformate in natatoie. Il cranio era basso e lungo, di forma triangolare e dotato di denti appuntiti.
Una caratteristica distintiva di Tylosaurus era data dal suo muso allungato, in cui la premascella era cilindrica e formava una sorta di rostro privo di denti, così come la parte anteriore della mandibola. La funzione di questa struttura doveva essere simile a quella del "rostro" che gli antichi greci e romani montavano sulle navi per speronare i vascelli nemici. In un esemplare si sono conservate le scaglie, con carene ben sviluppate. Le specie più grandi di Tylosaurus (ad es. T. proriger) potevano superare i 15,5 metri di lunghezza (con un cranio di 1,37 metri), ma le altre specie generalmente superavano di poco i 7-8 metri.

## Classificazione
Tylosaurus è uno dei più noti mosasauri, le grandi lucertole marine diffuse nei mari del Cretaceo superiore. È il rappresentante tipico dei mosasauri noti come tilosaurini (Tylosaurinae), caratterizzati dal lungo muso simile a un rostro. Altri rappresentanti del gruppo includono Taniwhasaurus e il gigantesco Hainosaurus.

### Storia tassonomica
Come molti mosasauri scoperti nell'800, possiede una storia tassonomica poco chiara a causa della "faida" paleontologica tra due paleontologi, Edward Drinker Cope e Othniel Charles Marsh. Inizialmente il nome "Macrosaurus" proriger venne proposto da Cope (1869) per un cranio frammentario e tredici vertebre ritrovate nei pressi di Monument Rocks, nel Kansas occidentale nel 1868. Solo un anno dopo, lo stesso Cope ridescrisse il materiale e lo attribuì al genere Liodon. Poi, nel 1872, Marsh descrisse un esemplare più completo ed eresse un nuovo genere, "Rhinosaurus", ma presto scoprì che questo nome era già stato utilizzato per descrivere un altro animale.
Cope suggerì che Rhinosaurus dovesse essere sostituito da un nuovo nome, Rhamphosaurus, ma anch'esso era già stato utilizzato. Alla fine Marsh creò il genere Tylosaurus sempre nel 1872, includendo il materiale descritto da Cope e altri esemplari più completi, ritrovati anch'essi in Kansas. Un esemplare gigantesco di T. proriger, ritrovato nel 1911 da C. D. Bunker nei pressi di Wallace (Kansas), è uno dei più grandi scheletri di Tylosaurus mai ritrovati.

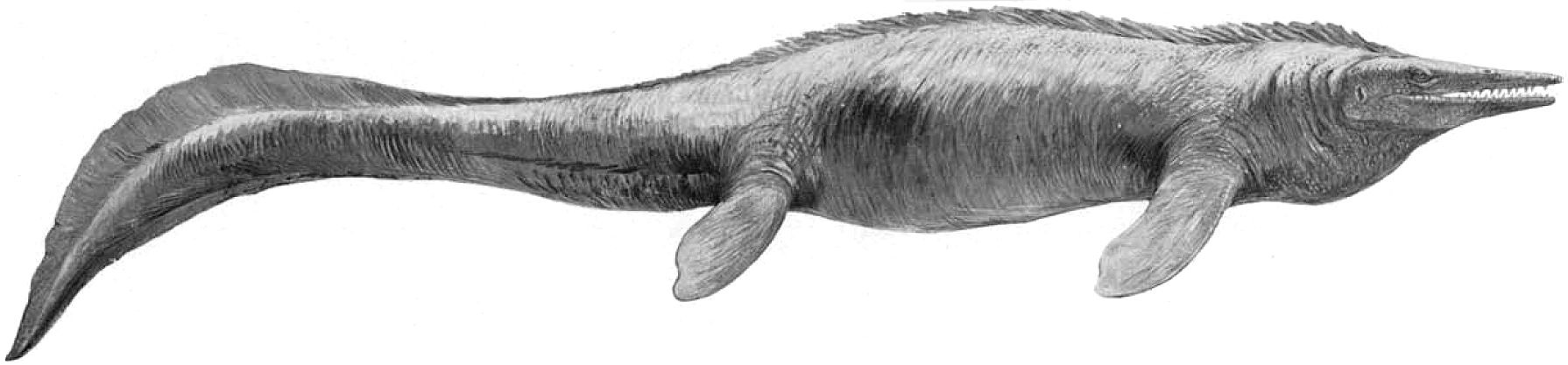
Ricostruzione antiquata di Tylosaurus di Charles R. Knight

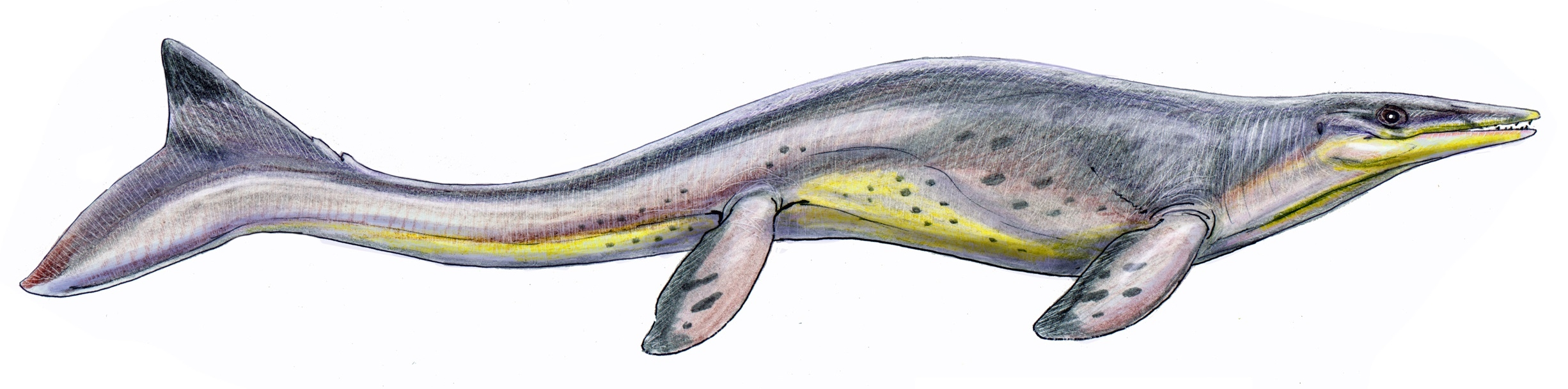
Ricostruzione di Tylosaurus proriger sulla base degli studi compiuti da Johan Lindgren e colleghi (2010, 2013)

### Specie
Sono note numerose specie di Tylosaurus; secondo alcuni autori (Lindgren e Siverson, 2002; Everhart, 2005) vi sarebbero due gruppi principali, caratterizzati da una diversa morfologia dei denti. Il primo gruppo è formato dalla specie tipo, T. proriger (del Santoniano/Campaniano) e da T. nepaeolicus e T. kansasensis, entrambe un po' più antiche (Coniaciano) e di dimensioni relativamente ridotte; tutte queste specie vissero nel mare interno occidentale del Nordamerica e possedevano denti relativamente sottili e lisci, con carene poco sviluppate.
L'altro gruppo è costituito da T. ivoensis (Campaniano della Svezia), T. pembinensis (Campaniano del Canada) e T. gaudryi (Santoniano/Campaniano della Francia), tutte specie gigantesche con denti robusti e dotati di due carene fortemente seghettate. Altre specie attribuite con qualche dubbio a Tylosaurus sono T. iembeensis del Turoniano dell'Angola e T. capensis del Santoniano del Sudafrica. Una specie proveniente dalla Nuova Zelanda (T. haumuriensis) risalente al Maastrichtiano, è attualmente considerata parte del genere Taniwhasaurus. Una specie descritta nel 2018, T. saskatchewanensis, proveniente da terreni del Campaniano della formazione Bearpaw del Saskatchewan, rappresenta il ritrovamento più a nord del genere Tylosaurus. 

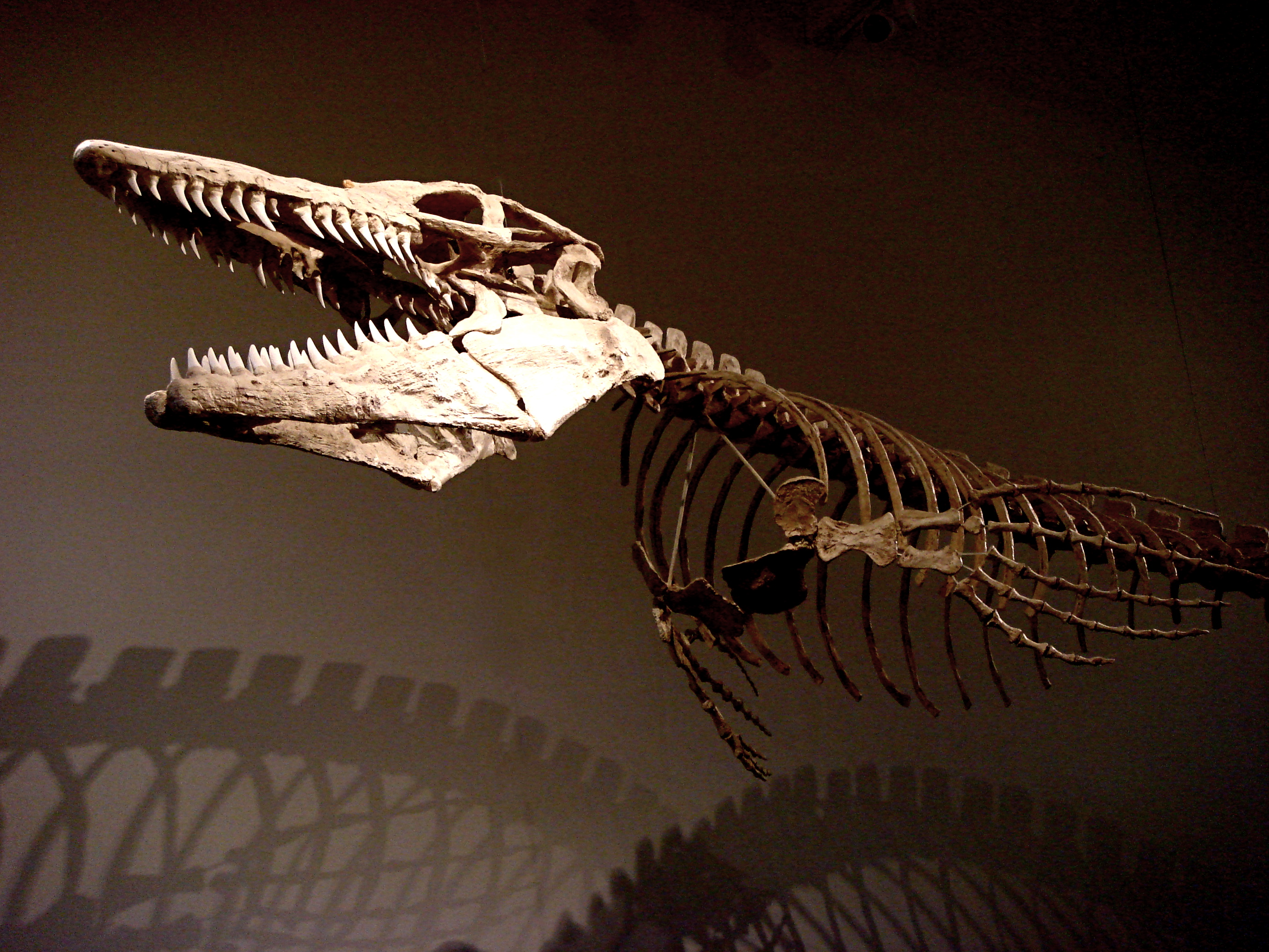
Calco del gigantesco esemplare noto come "Bunker tylosaur"

## Paleoecologia e paleobiologia

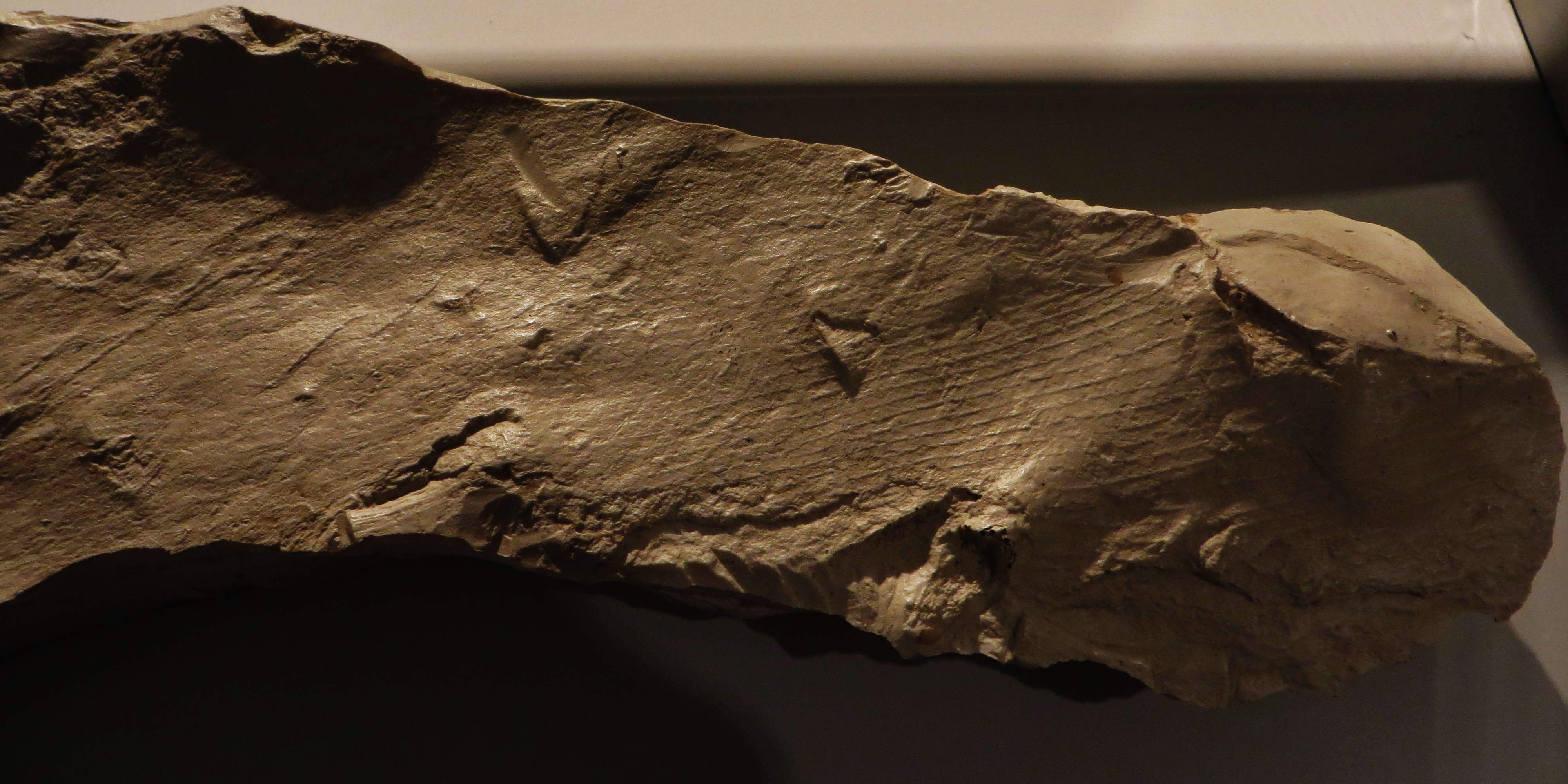
Impronta fossile della pelle di un esemplare di Tylosaurus

I tilosauri erano grandi predatori marini, diffusi nei mari di gran parte del mondo nel Cretaceo superiore. È probabile che la struttura a forma di rostro nella parte anteriore del muso fosse usata per colpire le prede, per difendersi dai predatori (come gli squali) o anche in combattimenti intraspecifici.

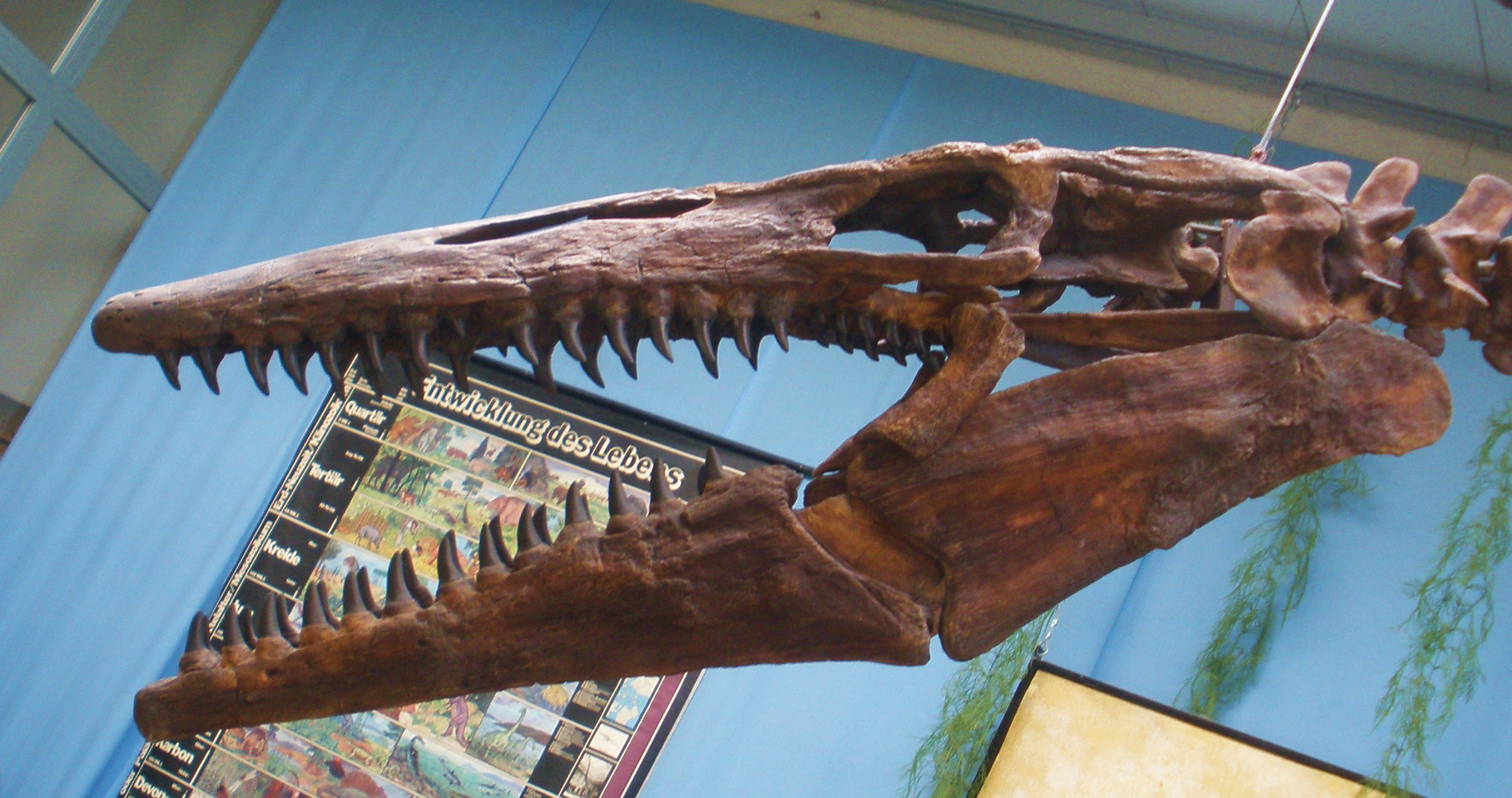
Cranio di Tylosaurus proriger

Un esemplare mostra la punta del muso deformata, forse il risultato di un'infezione o di una ferita. I tilosauri erano capaci di immergersi a grandi profondità, ma le ossa di alcuni esemplari mostrano segni di osteoporosi e sindrome da decompressione (necrosi avascolare) (Sheldon, 1997), ed è quindi probabile che non fossero completamente adattati a scendere a grandi profondità.

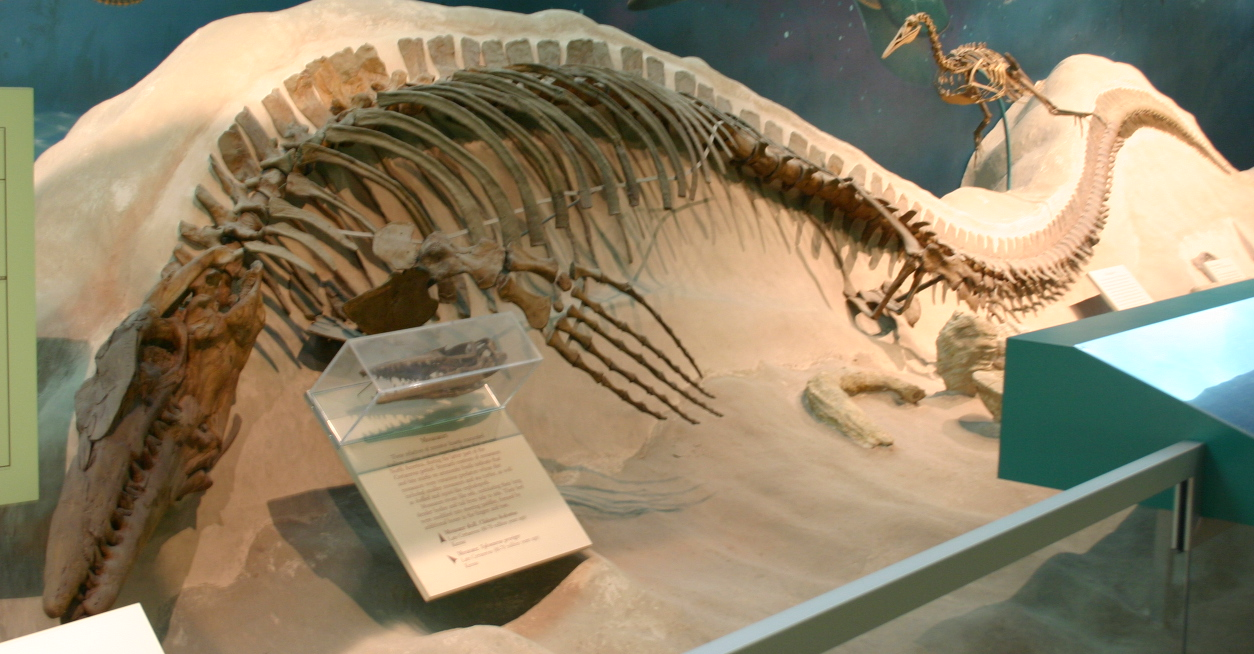
Scheletro di Tylosaurus proriger

All'interno della regione dell'intestino di alcuni esemplari di Tylosaurus sono stati ritrovati i resti dei loro ultimi pasti. In particolare, in un solo esemplare di Tylosaurus proriger sono stati ritrovati uno squalo di 6 metri di lunghezza (Cretoxyrhina) , due pesci ossei (Bananogmius), l'uccello Hesperornis e un altro mosasauro (Clidastes). Un altro esemplare contiene un plesiosauro, mentre secondo uno studio (Martin e Rotschild, 1989) Tylosaurus potrebbe essersi nutrito anche di un tipo di calamaro gigante abissale.

## Etimologia

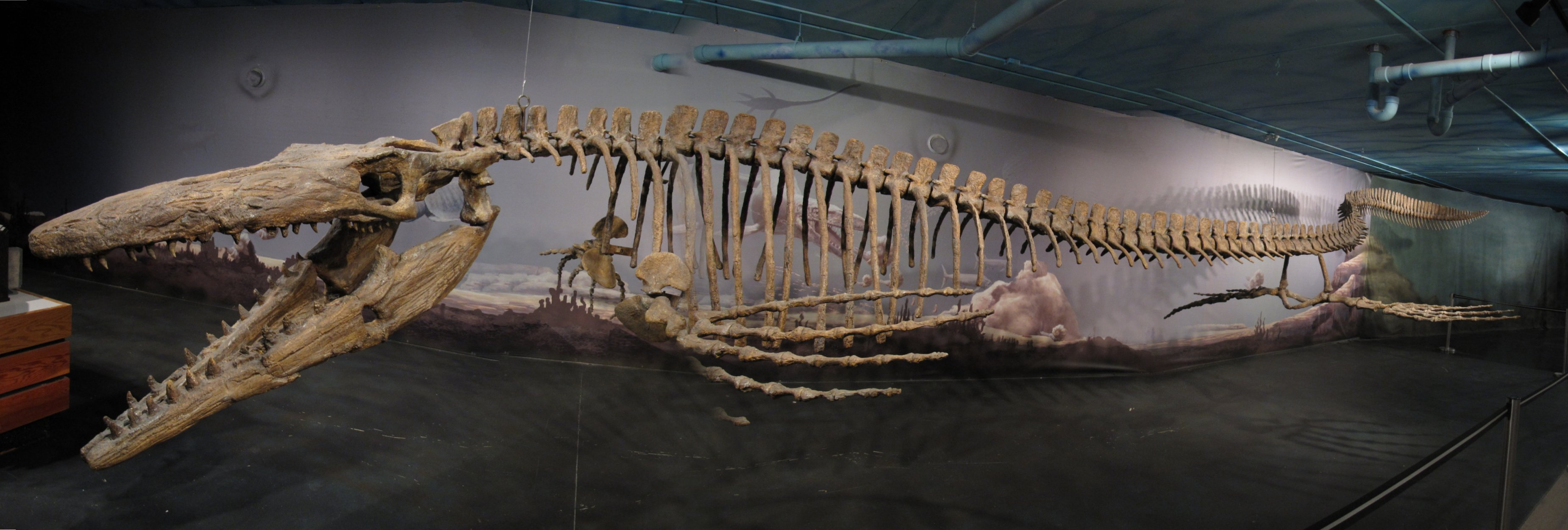
Esemplare di T. pembinensis noto come "Bruce"

Il nome generico Tylosaurus deriva dal greco τυλος/tylos ("protuberanza") e σαυρος/sauros ("lucertola"), con riferimento alla sporgenza del muso priva di denti. Analoghi riferimenti hanno i nomi desueti Rhamphosaurus ("lucertola dal muso") e Rhinosaurus ("lucertola dal naso"). Anche la specie T. proriger fa riferimento a questa caratteristica: il significato è infatti "portatore di prua". La specie T. nepaeolicus è invece riferita al fiume Nepaholla in Kansas, nei pressi del quale sono stati ritrovati i fossili.

## Nella cultura di massa

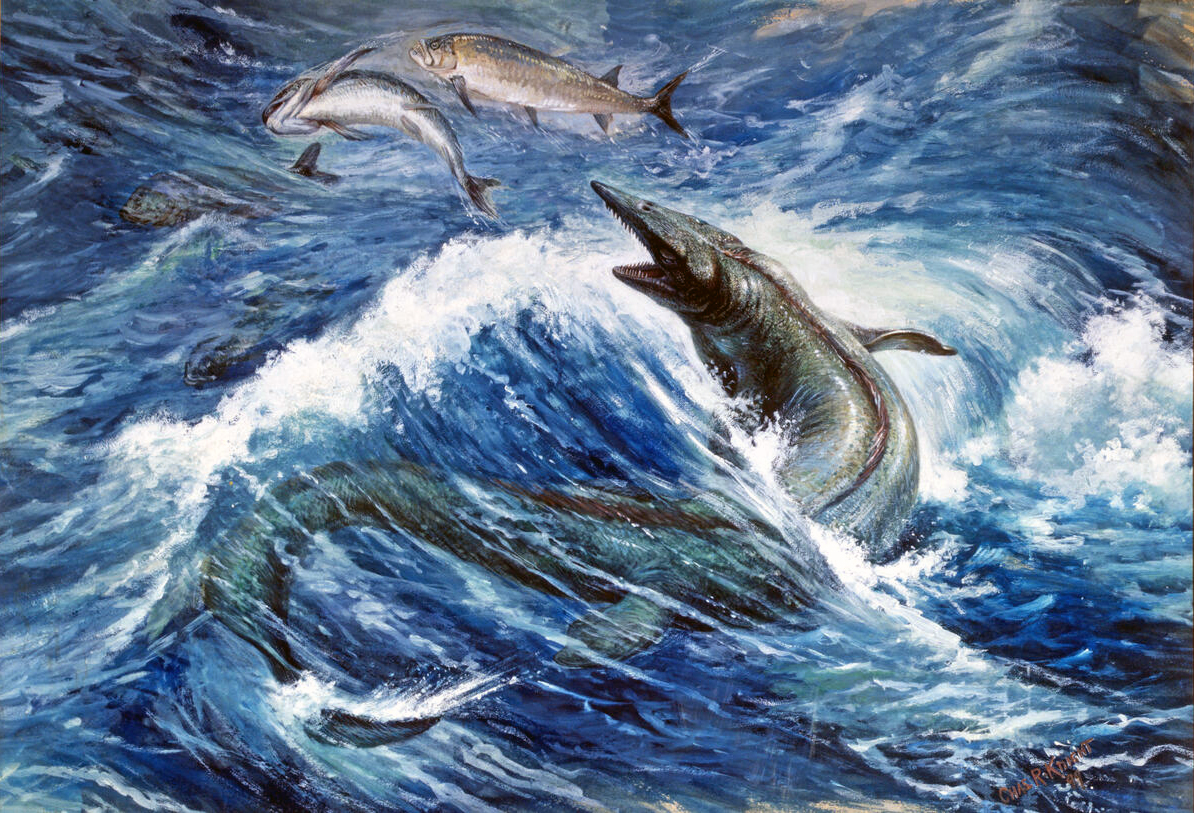
Dipinto di Tylosaurus di Charles R. Knight del 1899

Il numero di fossili di questo animale hanno fatto del Tylosaurus (insieme al suo più noto parente Mosasaurus) uno dei rettili marini più noti al pubblico e prima che il Mosasaurus diventasse famoso grazie al film Jurassic World (2015), il Tylosaurus era stato protagonista di numerosi media.
Il Tylosaurus appare brevemente in Fantasia (1940) nel segmento La sagra della primavera.
Nel franchise di Jurassic Park, il Tylosaurus appare nel videogioco Jurassic Park: The Game (2011) (in forma obsoleta)  dove viene chiamato Mosasaurus, ma si tratta a tutti gli effetti di un Tylosaurus. Appare (sempre obsoleto) in Jurassic World: il gioco, e in Jurassic World Evolution 2 stavolta più accurato.